# Dům čp. 128 (Hradec Králové)
Dům čp. 128 (nebo také bývalá pošta) je řadový dvoupatrový dům na Malém náměstí v Hradci Králové.

## Historie
Na místě tohoto domu stály 2 renesanční objekty, jejichž výstavba se datuje před rok 1570. Zástavba na tomto místě byla pravděpodobně již ve středověku, což dokazují i nálezy keramiky. V letech 1760 až 1770 byly oba domy spojeny do jednoho a získaly svou barokní úpravu. Od 6. června 1765 se začal před domem stavět každoročně oltář pro Boží tělo. To byla velká čest pro majitele nemovitosti. Majitelem domu byl František Šnajdr, významný měšťan. 31. ledna 1792 byl dům za 5 500 Zlatých zakoupen městem pro krajský úřad.

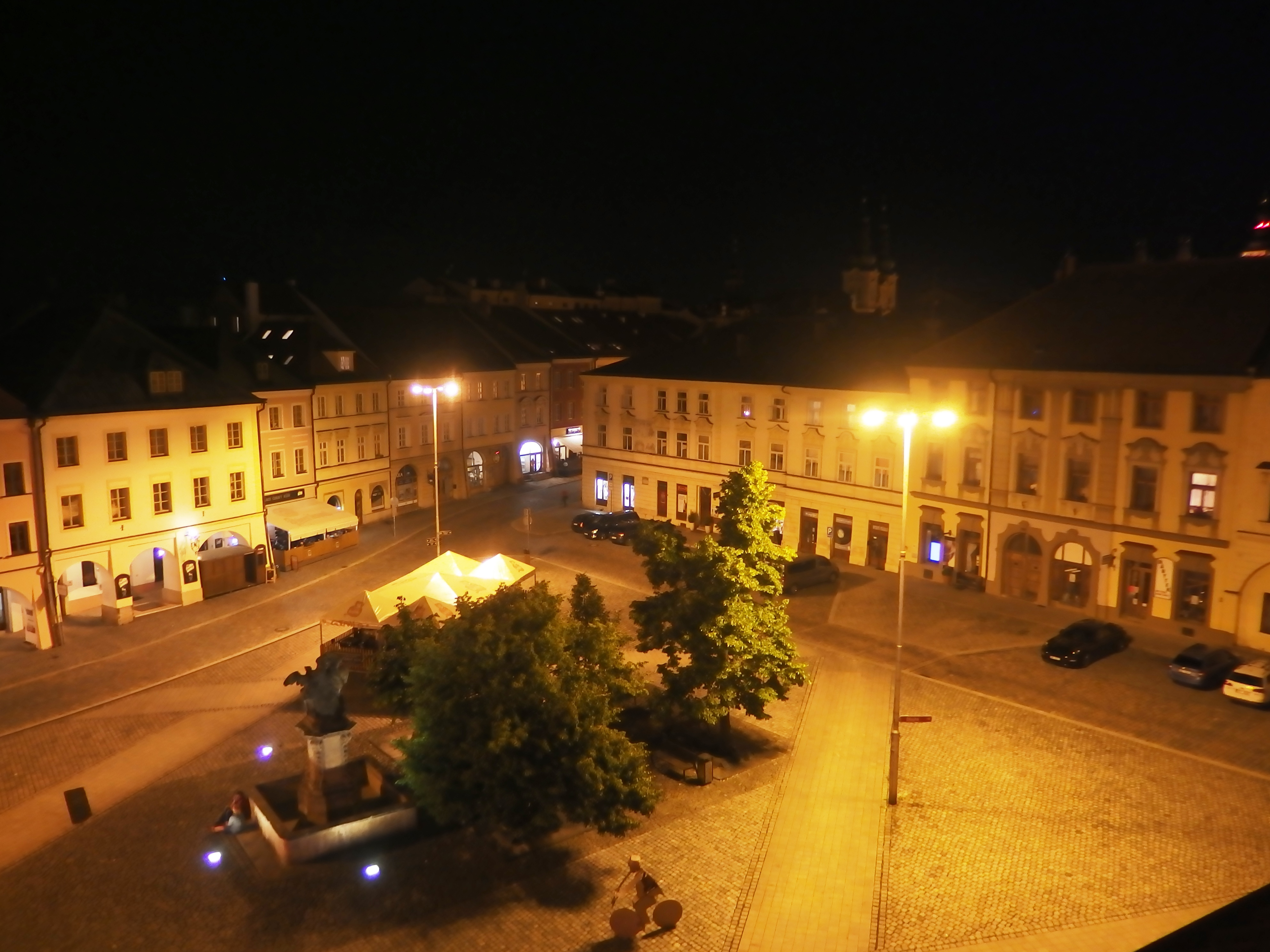
Dům čp. 128 (vlevo) v noci

Počátkem 19. století dům zakoupil František Kaladar (či Galadar), který převzal i poštu, která se v domě nacházela. Dům roku 1836 vyhořel a při opravě byla vyměněna dosavadní šindelová střecha za pálené tašky. V roce 1903 provedl stavitel J. Bahník adaptaci domu, v němž poté byla dvojice obchodů, dvůr a prádelna. V osmdesátých letech 19. století zde sídlilo částečně také gymnázium, konkrétně tři třídy. Také zde od roku 1862 krátce sídlila městská záložna. Počátkem 20. století byla pošta zestátněna.
Roku 1914 byla v domě vybudována parní strojní mlékárna. V roce 1931 byl majitelem domu stavitel Josef Jihlavec. V roce 1938 byla ve dvoře vybudována garáž, o rok později došlo k zboření kůlny a na jejím místě vznikla nová prádelna. V roce 1964 byl dům prohlášen za kulturní památku. Po únorovém převratu roku 1948 byl dům zestátněn. Po sametové revoluci byl pak dům opět navrácen rodině Jihlavcových.

## Popis
Jedná se o dvoupatrový městský dům s vrcholně barokním palácovým průčelím. Barokní fasáda byla zničena přestavbou v roce 1930. Ve sklepě nalezneme valené klenby.